# Paul Weiß (Politiker, 1909)
Paul Weiß (* 18. Februar 1909 in Neusiedl am See; † 25. März 1965 in Wien) war ein österreichischer Schuhmachermeister und Politiker (SPÖ). Weiß war verheiratet und Abgeordneter zum Burgenländischen Landtag.
Weiß wurde als Sohn des Landwirts Johann Weiß aus Neusiedl am See geboren. Er besuchte die Volksschule in Neusiedl und war in der Folge als Schuhmacher tätig. Nach zwei Wanderjahren in Deutschland war er im Burgenland ansässig und arbeitete ab 1938 in einer Schuhfabrik in Brunn am Gebirge. Weiß diente zwischen 1944 und 1945 in der Wehrmacht und geriet in amerikanische Kriegsgefangenschaft. Nach dem Krieg arbeitete Weiß als selbständiger Schuhmachermeister und betrieb ein Schuhgeschäft.
Weiß wurde 1945 Mitglied der SPÖ und hatte zwischen 1945 und 1964 das Amt des Vizebürgermeisters von Neusiedl inne. Er begründete den Freien Wirtschaftsverband mit und war ab 1948 Innungsmeister der Schuhmacher. Zudem war Weiß ab 1948 auch Obmann der Burgenländischen Gebietskrankenkasse. Weiß wurde am 4. November 1949 als Abgeordneter im Burgenländischen Landtag angelobt und hatte sein Mandat bis zum 17. April 1964 inne. 1964 musste Weiß alle politischen Ämter krankheitsbedingt zurücklegen. Er verstarb ein Jahr später.